# 帕克·黑爾IDW衝鋒槍
帕克·黑爾IDW衝鋒槍（前身為布希曼衝鋒鎗）是一款發射9×19公釐帕拉貝倫彈的衝鋒鎗／個人防衛武器。

## 設計
IDW的前身，布希曼衝鋒鎗的原型槍射速高達1,400發／分鐘。由於射速過高令射手難以控制，設計人員將其射速降低至450發／分鐘。作為防衛武器，該槍設計得十分緊湊，使得它無法使用傳統的減速機構，於是測試人員在其握把內安裝電子調速裝置，透過該裝置的控制以解脫阻鐵降低射速。該槍的電子射速調節器使用壽命可達30,000發，即使發射不同膛壓的彈藥，也不會對射速造成影響。其缺點是當電池耗盡時，射手若來不及更換便只能作半自動射擊。帕克·黑爾高度重視IDW的定制化，它配備了皮卡汀尼導軌，用於安裝各種可拆卸的照準器。其可摺疊式槍托同時可伸縮。如有需要，該槍也可以配備兩腳架。PDW的標準彈匣容量為32發，另提供更短的20和12發彈匣。

## 歷史
IDW衝鋒槍在市場上的銷售量十分糟糕，且沒有獲得任何軍隊正式採用為二線武器。於是其初始設計的專利於1989年被喬治·伊洛韋加（George Ealovega）和理查德·韋斯特（Richard West）兩人收購，其中喬治取消了原本的電子射速調節器，並將其機械式復進簧改為類似汽車減震器的液壓系統。若使用者需要較高的射速，他只需要在一分鐘內就能更換成機械式復進簧。改進後的布希曼衝鋒槍被全新命名為IDW（Individual Defence Weapon單兵防衛武器），除了9×19毫米鲁格彈口徑外還提供了一種10毫米AUTO口徑型，該槍的原型由位於美國佛羅里達州的萊茵蘭德儀器公司（Rheinlander Instruments）生產。IDW主要是面向保鏢單位銷售，然而銷售狀況還是不理想。
布希曼衝鋒鎗的設計理念源自北約推出個人防衛武器（PDW）的新式武器概念，推出的時間與FN P90等幾種PDW武器相近，然而發射新型彈藥的FN P90卻只取得有限的成功，而IDW衝鋒鎗和其他發射9×19毫米鲁格彈的PDW在市場上也同樣失敗了。後來IDW的設計由英國帕克黑爾公司買下，並改進了其槍托造型，只提供9×19毫米鲁格彈口徑型。原希望英國陸軍能採購此槍作為戰場二線人員的個人防衛武器，可是帕克黑爾IDW的市場定位終究還是保鏢。

## 相關
鎗械
- FN P90個人防衛武器
- 斯泰爾TMP衝鋒槍
- MAC-10衝鋒槍
- HK MP7個人防衛武器